# GSC173-180
GSC173-180 — хімічно пекулярна зоря спектрального класу  , що має видиму зоряну величину в смузі V приблизно 10,0.